# Забруднення довкілля

Викиди шкідливих речовин в атмосферне повітря у 2009 році

Забруднення довкілля — процес зміни складу і властивостей однієї або декількох сфер Землі внаслідок діяльності людини. Приводить до погіршення якості атмосфери, гідросфери, літосфери та біосфери. Допустима міра забруднення довкілля в різних країнах регламентується відповідними стандартами, нормативами, законами. Розрізняють забруднення отруйні, хвороботворні, хімічні, механічні і теплові.
Вважається, що найшкідливішими компонентами забруднення для довкілля є оксиди вуглецю, сірки, азоту, сполучень фосфору, синтетичні органічні речовини, радіоізотопи, протихімічні оксиданти, нафтопродукти. Кількість шкідливих викидів у повітря у містах швидко зростає і подвоюється приблизно за кожні десять років. Найбільша кількість аерозолів потрапляє у атмосферу від спалювання палива, що вдвічі перевищує промислові відходи. 

## Забруднення довкілля при гірничих роботах
У процесі видобування корисних копалин відбувається істотне забруднення довкілля. З кожної тонни видобутої корисної копалини тільки 1-3 % перетворюються в корисну продукцію, а 97% йдуть у відходи. За обсягами викидів забруднюючих речовин і за ступенем впливу їх над природне середовище гірничодобувна промисловість стоїть на 4-му місці після хімічної, металургійної і сільського господарства. При підземному видобутку відбувається забруднення атмосфери пилом, отруйними газами, вуглекислим газом, метаном, поліциклічними ароматичними вуглеводнями, сірчистими газами, сірководнем, теплом, підземними водами, радіоактивними породами тощо. При відкритих гірничих роботах довкілля забруднюється оксидом вуглецю, двоокисом азоту, пилом, кар'єрними водами, породами. Зокрема під час вибухових робіт на кар'єрах світу за рік утворюється пило-газова хмара, об'ємом 15-20 млн м³, що підіймається на висоту до 1500—1700 м, де повітряна течія розсіює і відносить 93-99 % пилу. Особливу небезпеку становить пил важких металів, що викидається в атмосферу або у водоймища і включається в природний кругообіг; ще небезпечніші — металічні отрути та діоксин. Природні відвали, що горять, виділяють на кожну тонну породи до 135 мг пилу і 86,3-363 кг газів (СО, СО2, SO2, Н2S, NO+NO2).
- Забруднення гідросфери приводить до погіршення якості води для водокористування. Забруднення гідросфери відбувається і за рахунок вимивання оксидів рідкісноземельних елементів з породних відвалів, при їх вивітрюванні, транспортуванні корисних копалин.
- Забруднення літосфери відбувається в геолологічних структурах за допомогою отруйних і радіоактивних речовин.
- Забруднення біосфери при видобутку корисних копалин відбувається опосередковано.

## Природне забруднення довкілля
Природне забруднення — забруднення довкілля, яке викликане природними (як правило, катастрофічними) причинами (виверження вулкана, сель, великий метеорит тощо). Іноді є результатом побічної дії людини на природу.